# Jindřichov (Šumperk)
Jindřichov é uma comuna checa localizada na região de Olomouc, distrito de Šumperk.